# Jean Guillaume Audinet-Serville
Jean Guillaume Audinet-Serville (ur. 11 listopada 1775 w Paryżu, zm. 27 marca 1858 w La Ferté-sous-Jouarre) – francuski entomolog.
Urodził się w 1775 roku w Paryżu, w zamożnej rodzinie. Jego ojcem był sekretarz książęcy. Majątek rodziny utracony został w czasie rewolucji francuskiej, wskutek czego Jean Guillaume wysłany został do pracy w składzie węgla. Żoną właściciela składu była Madame de Grostête-Tigny. Interesowała się biologią i chemią i to ona zachęciła Jean Guillaume’a do zajęcia się entomologią. Poznała go m.in. z Pierrem-André Latreille, który namówił go do napisania w 1819 roku ostatniego, piętnastego tomu zaczętego przez Palisota de Beauvois dzieła Insectes recueillis et Afrique et en Amérique…. W 1825 i 1828 roku Audinet-Serville wspólnie z Latreille i Amédée Louisem Michelem Lepeletierem opublikowali w dwóch częściach ostatni tom Encyclopédie Méthodique, ou par ordre de matières. W 1830 roku Jean Guillaume współpracując z Guillaume’em-Antoinem Olivierem opublikował ostatni tom Faune françoise, gdzie podjął tematykę historii naturalnej chrząszczy. W 1831 roku na łamach Annales des sciences naturelles opublikował wieloczęściową Revue méthodique des insectes de l'ordre des Orthoptères, a w 1839 roku suplement Histoire naturelle des Insectes Orthoptères do serii Suites à Buffon; prace te wniosły ogromny wkład we wczesną ortopterologię. W latach 1832–1835 publikował na łamach Annales de la Société Entomologique de France wieloczęściową Nouvelle classification de la famille des Longicorne poświęconą chrząszczom z rodziny kózkowatych. W 1841 roku wraz z przyjacielem, Charlesem Jean-Baptistem Amyotem opublikowali ponad 650-stronnicową mnografię Histoire naturelle des insectes Hemipteres, będącą jego największym wkładem w hemipterologię. Audinet-Serville posiadł jeden z największych zbiorów owadów swoich czasów, jednak został on rozsprzedany różnym osobom.